# Heřmánky
Heřmánky (niem. Klein-Hermsdorf) – gmina w Czechach, w powiecie Nowy Jiczyn, w kraju morawsko-śląskim. Według danych z dnia 1 stycznia 2012 liczyła 179 mieszkańców.